# IC 1646
IC 1646 ist eine Balken-Spiralgalaxie vom Hubble-Typ SBbc im Sternbild Fische auf der Ekliptik. Sie ist schätzungsweise 522 Millionen Lichtjahre von der Milchstraße entfernt und hat einen Durchmesser von etwa 75.000 Lichtjahren.

Im selben Himmelsareal befindet sich u. a. die Galaxie IC 1645.
Das Objekt wurde am 24. November 1897 von Stéphane Javelle entdeckt.